# Praedecessores Nostros
Praedecessores Nostros (Latijn voor Onze voorgangers) was een encycliek van paus Pius IX uitgevaardigd op 25 maart 1847, waarin de paus opriep tot hulp aan Ierland.

## Voorgeschiedenis
Vanaf 1845 werd Ierland getroffen door een grote voedselschaarste, voortkomend uit opeenvolgende mislukte aardappeloogsten. De periode van 1845 tot aan 1850, aangeduid als de Grote Hongersnood (Engels: Great Famine of Potato Famine) zou resulteren in een hoog sterftecijfer (mede onder invloed van het uitbreken van diverse ziektes waaronder de buiktyfus) en deed uiteindelijk ook veel Ieren ertoe besluiten om te emigreren.

## Encycliek
Paus Pius IX wees erop dat de kerk zich in het verleden al had ingezet voor het welzijn van de gelovigen, niet alleen op spiritueel gebied. Ook met betrekking tot de situatie in Ierland had Pius IX de geloofsgemeenschap al eerder opgeroepen te bidden voor het lot van het Ierse volk en geld in te zamelen om dit via de aartsbisschoppen in Ierland onder de noodlijdenden te distribueren.
Doordat de situatie verslechterde hernieuwde Pius zijn oproep, waarbij hij wees op de toewijding die het Ierse volk en zijn geestelijken altijd hadden getoond ten aanzien van het gezag in Rome en ten aanzien van de kerk in het algemeen. Gelovigen die zouden deelnemen aan de publieke gebeden kwamen in aanmerking voor speciale aflaten.
De paus riep tevens op om niet alleen voor Ierland, maar tegelijkertijd voor de gehele kerk te bidden, daar haar positie geruime tijd van alle kanten bedreigd werd.